# Арпсдорф
Арпсдорф (њем. Arpsdorf) општина је у њемачкој савезној држави Шлезвиг-Холштајн. Једно је од 165 општинских средишта округа Рендсбург. Према процјени из 2010. у општини је живјело 254 становника. Посједује регионалну шифру (AGS) 1058007.

## Географски и демографски подаци
Арпсдорф се налази у савезној држави Шлезвиг-Холштајн у округу Рендсбург. Општина се налази на надморској висини од 12 метара. Површина општине износи 12,1 km². У самом мјесту је, према процјени из 2010. године, живјело 254 становника. Просјечна густина становништва износи 21 становника/km².